# Grundtal
Grundtal är en underkategori till ordklassen räkneord och avser ord som beskriver ett naturligt tal, till exempel ett, två och tre och så vidare.
Grundtal bildas i svenskan med hjälp av de enmorfemiga orden för talen 1 till 12, tjugo, hundra och tusen (med rötter i fornsvenskan), samt de inlånade orden miljon och miljard. För mycket höga tal används normalt tiopotenser, men även andra mer eller mindre etablerade benämningar förekommer (se mycket stora tal). Orden för talen mellan 13 och 19 bildas från motsvarande ental med suffixet -ton, eventuellt med vokalbortfall (nitton) eller allomorfer (fjorton). Övriga räkneord bildas genom sammansättningar av de ovannämnda räkneorden, till exempel åttatusenfyrahundrasextiotre (8463).